# 7448 Пьоллат
7448 Пьоллат (7448 Pöllath) — астероїд головного поясу, відкритий 14 січня 1948 року.
Тіссеранів параметр щодо Юпітера — 3,453.